# Стрелиция королевская
Стрели́ция короле́вская, или стрели́тция королевская (лат. Strelitzia reginae), — многолетнее травянистое растение, типовой вид рода Стрелиция (лат. Strelitzia) семейства Стрелициевые (лат. Strelitziaceae). В природе произрастает в восточной и южной части Южной Африки, в культуре открытого грунта распространена повсеместно в регионах с положительными зимними температурами, широко выращивается в качестве горшочного растения и на срезку.
Стрелиция королевская является цветочной эмблемой города Лос-Анджелеса с 1953 года, а также отчеканена на реверсе монеты ЮАР достоинством 50 центов.

## Название
Ботаническое родовое и видовое названия даны в честь принцессы Шарлотты Мекленбург-Стрелицкой, супруги британского короля Георга III, патронессы Королевских ботанических садов Кью, в коллекции которых впервые в Европе появился этот вид. Растение было привезено в Великобританию из южноафриканской экспедиции английским ботаником Фрэнсисом Массоном в 1773 году и затем поименовано сэром Джозефом Бэкнсом. Некоторое время авторство считалось за директором садов Кью Уильямом Эйтоном, который описал род и типовой вид в каталоге растений этого ботанического сада Hortus Kewensis (том 1 стр. 285, 1789 г.), однако затем было установлено за Бэнксом, оставив за Эйтоном авторство описания ботанического рода стрелиций.
Родовое название Strelitzia дано по фамилии принцессы с сохранением исходного немецкого написания, но с искаженным вариантом произношения — по правилам немецкого языка она читается как «Штрелиц», что отражено, например, в названии района Мекленбург-Штрелиц и города Нойштрелиц, находящихся на месте бывшего герцогства Мекленбург-Стрелиц. Видовое название reginae образовано от лат. regina (ж. р.) — царица, правительница.
Среди бытовых названий наиболее популярным является райская птица, данное за необычную форму цветков, напоминающих голову райских птиц. Оно употребляется в большинстве европейских языков (англ. bird-of-paradise, нем. Paradiesvogelblume, фр. oiseaux de paradis, исп. ave del paraíso), несколько реже встречается название «журавлиный цветок», заимствованное из регионов природного произрастания этой стрелиции (англ. crane flower, африк. Kraanvoëlblom). В русском языке более распространено ботаническое название.

## Ботаническое описание

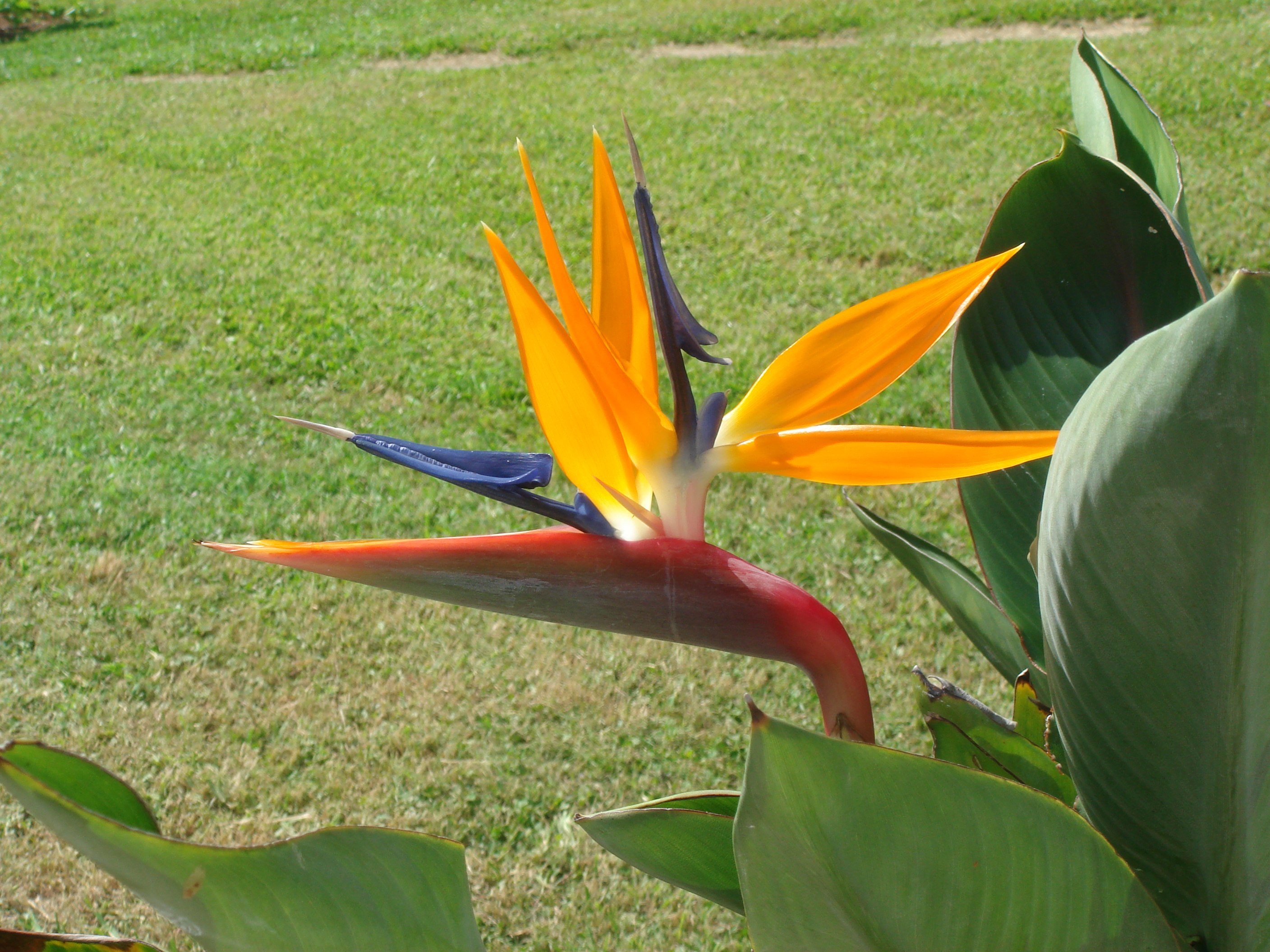
Соцветие стрелиции королевской

Многолетнее вечнозеленое травянистое растение высотой 1 — 1,5 метра, стебель отсутствует, многочисленные побеги образуют плотные группы диаметром до 2 метров.
Корневища мясистые, пальцевидные, до 25 мм. в диаметре.
Листья цельные, расположены супротивно в два ряда в одной плоскости, веером. Черешки длинные, листовая пластина удлиненно-ланцетовидной формы, около 50 см длиной и 10 см шириной. Окраска обычно насыщенная зелёная или голубовато-зеленая, нижняя сторона сизоватая. Иногда с краснеющим краем.
Цветонос длиной до 70 см. Соцветие уплотненное с 4-6 бутонами, заключено в крупный прицветник-покрывало в форме веретена или «клюва» длиной 15-20 см, растущий перпендикулярно цветоносу. Окраска прицветника — зелёная с оранжевой каймой.
Цветки появляются из прицветника и раскрываются обычно по одному. Чашелистики около 12 см длиной, желто-оранжевой окраски, в центре покрыты волосками. Лепестки ярко-голубые, два крайних сросшиеся, образуют капсулу в форме наконечника стрелы длиной около 6 см, в которую заключены тычинки, третий редуцирован до нектарника. При роспуске выделяется слизистая субстанция. В роспуске каждый цветок держится около недели.
Пестик несколько короче чашелистиков, доли рыльца нитевидные.
Плод — твердая одревесневающая трехкамерная коробочка, раскрывающаяся с верхушки по средним линиям стенок камер.
Семена черные с ярким оранжевым ворсистым присемянником.
Количество хромосом 2n = 14.
Современные филогенетические исследования предполагают, что в стрелиция королевская произошла от крупных древовидных видов, приспосабливаясь вместо густых лесов к новым местам обитания на открытых пространствах вдоль берегов рек, среди прибрежных кустарников и зарослей. Как результат, в ходе эволюции вид приобрел травянистую форму, сохранив признаки кустовидной с многочисленными побегами, ствол полностью редуцировался в подземное корневище. Также по сравнению с комплексным («составным») соцветием из нескольких прицветников у стрелиции Николая, произошло уменьшение размера и редукция до одного прицветника на цветоносе, а сам цветонос удлинился с выносом цветков над уровнем листьев. Окраска прицветников изменилась с белой на более приметную яркую оранжевую для привлечения птиц-ткачиков, участвующих в опылении.

## Распространение и экология
Естественный ареал стрелиции королевской простирается вдоль восточного побережья ЮАР от Хумансдорпа до северных районов провинции Квазулу-Натал. Растения встречаются в зарослях прибрежных кустарников и среди невысокой растительности вдоль берегов рек. Предпочитают открытые места, полностью освещенные солнцем, хотя иногда растут и в полутени на границах лесных массивов.
В природе цветение продолжается с мая по декабрь, когда в Южном полушарии более прохладные и влажные «зимний» и «весенний» сезоны. Во время жаркого лета, приходящегося на декабрь-январь-февраль, у растений наступает период условного отдыха, когда вегетация и формирование соцветий приостанавливаются.
Опылителями считаются пчёлы и небольшие птицы, хотя участие последних в опылении растений до сих пор является предметом дискуссии ученых — по некоторым наблюдениям они с удовольствием употребляют в пищу выделяемый растениями нектар, но не затрагивают специфический механизм высвобождения пыльцы из сросшихся голубых лепестков. По всей видимости, речь идет о различиях в зависимости от родовой принадлежности птиц. Представители семейства ткачиковых фактически участвуют в опылении — опускаясь на прицветник, они опираются на голубые лепестки, раскрывая капсулу и контактируя с тычинками и пестиком. А нектарницы являются «расхитителями» нектара, садясь на растение таким образом, что контакта с пыльцой не возникает.
В местах, где одновременно встречаются стрелиция королевская и стрелиция ситниковая (провинция Хумансдорп), эти два вида легко скрещиваются и образуют природные гибриды.

## Применение

### Применение в народной медицине
Коренные народности провинции Квазулу-Натал (Южно-Африканская Республика) используют отвар соцветий для лечения воспалений гланд, а также венерических заболеваний.

### Применение в садоводстве
В тропических и субтропических регионах, где температура в холодный сезон не опускается существенно ниже +10 °C (USDA-зоны 10-12), стрелиция королевская широко используется в ландшафтном дизайне и для оформления цветников при создании миксбордеров и робаток, как растение заднего плана, в качестве солитера и в массовых посадках, также высаживается в виде живой изгороди.
Растения неприхотливые, устойчивые к неблагоприятным погодным условиям, в том числе переносят засуху и жару, практически не поражаются болезнями и вредителями. При посадке предпочитают солнечные места, но выдерживают небольшое затенение. Оптимальные условия для выращивания — богатые гумусом суглинки, обильный полив в период активной вегетации, регулярные подкормки. Однако, растения весьма толерантны и достаточно хорошо растут практически на любых почвах с различной кислотностью (от кислой до слегка щелочной), взрослые экземпляры легко переносят недостаток влаги в почве. Плотные кожистые листья выдерживают сильные порывистые ветра, и с учётом хорошей переносимости повышенного содержания солей в почве стрелиция отлично подходит для выращивания в прибрежных морских и океанических областях.
В регионах с зимними температурами ниже 0 °C стрелиция королевская культивируется в качестве контейнерной культуры (содержание летом на открытом воздухе, зимой — в закрытом помещении) или как комнатное растение. При выращивании в помещениях используют крупные горшки, предпочтительнее керамические (более тяжелые и обеспечивающие стабильность крупных экземпляров), цилиндрической формы, так как корневая система более ориентирована вертикально и меньше разрастается в стороны. Грунт универсальный с добавлением мелкого гравия для дополнительного утяжеления. Местоположение выбирают максимально освещенное. Полив в период активной вегетации обильный, подкормки регулярные. К влажности воздуха растение нетребовательно. Цветение обычно наступает в 4-5 летнем возрасте, в подходящих условиях продолжается круглогодично. Растения не требуют обязательного периода отдыха, но при недостатке естественного света зимой и отсутствии подсветки лучше с ноября по февраль содержать в прохладных условиях с ограниченным поливом. Размножается посевом семян (всхожесть низкая, для хороших результатов используются только свежие скарифицированные семена с подогревом грунта до появления всходов) и делением взрослых экземпляров (пересадку переносит плохо, мясистые хрупкие корни легко повреждаются, на восстановление уходит 1-2 сезона).
Стрелиция королевская удостоена премии британского Королевского садоводческого общества за выдающиеся качества садового растения (Award of Garden Merit).

### Применение во флористике
Соцветия стрелиции королевской с яркими экзотической формы цветками представляют собой ценный и популярный материал для букетов, декорирования помещений и других видов флористических работ. Свежие соцветия для непосредственного использования срезают в фазе полураскрытия первого цветка. Кроме того, срезанные в состоянии нераскрывшегося прицветника соцветия могут храниться в течение месяца до момента использования. Для этого после сбора их ставят на два дня в раствор, содержащий 10 % сахарозы, 250 ppm лимонной кислоты и 150 ppm цитрата гидроксихинолина («HQC») при температуре 22 °C. В дальнейшем хранят в коробках при +8 °C, упакованными в полиэтилен или промасленную бумагу.

## Галерея
|                                                                                         |  |  |  |  |  |
| Слева направо: 1 — общий вид растения; 2 — листья; 3, 4 — цветок; 5 — плоды; 6 — семена |  |  |  |  |  |

## Классификация

### Таксономическое положение
|  |                                |  |                                                  |                                                  |                        |  | еще 7 семейств в порядке Имбирецветные (APG IV, 2016) | еще 7 семейств в порядке Имбирецветные (APG IV, 2016) |                                                    |  |  |  | еще 4 вида в роде Стрелиция (APG IV, 2016) |
|  |                                |  |                                                  |                                                  |                        |  | еще 7 семейств в порядке Имбирецветные (APG IV, 2016) | еще 7 семейств в порядке Имбирецветные (APG IV, 2016) |                                                    |  |  |  | еще 4 вида в роде Стрелиция (APG IV, 2016) |
|  |                                |  |                                                  | порядок Имбирецветные                            |                        |  |                                                       |                                                       | род Стрелиция                                      |  |  |  |                                            |
|  |                                |  |                                                  | порядок Имбирецветные                            |                        |  |                                                       |                                                       | род Стрелиция                                      |  |  |  |                                            |
|  | отдел Цветковые (APG IV, 2016) |  |                                                  |                                                  | семейство Стрелициевые |  |                                                       |                                                       | вид Стрелиция королевская                          |  |  |  |                                            |
|  | отдел Цветковые (APG IV, 2016) |  |                                                  |                                                  | семейство Стрелициевые |  |                                                       |                                                       |                                                    |  |  |  |                                            |
|  |                                |  | ещё 63 порядка цветковых растений (APG IV, 2016) | ещё 63 порядка цветковых растений (APG IV, 2016) |                        |  |                                                       | еще 2 рода в семействе Стрелициевые (APG IV, 2016)    | еще 2 рода в семействе Стрелициевые (APG IV, 2016) |  |  |  |                                            |
|  |                                |  |                                                  | ещё 63 порядка цветковых растений (APG IV, 2016) |                        |  |                                                       |                                                       | еще 2 рода в семействе Стрелициевые (APG IV, 2016) |  |  |  |                                            |

### Синонимика
- Heliconia bihai  J.F.Mill. [Illegitimate]
- Heliconia strelizia  J.F.Gmel.
- Strelitzia angustifolia  W.T.Aiton
- Strelitzia cucullata  Volut
- Strelitzia farinosa  W.T.Aiton
- Strelitzia gigantea  J.Kern.
- Strelitzia glauca  A.Rich.
- Strelitzia humilis  Link
- Strelitzia ovata  W.T.Aiton
- Strelitzia parvifolia  W.T.Aiton
- Strelitzia prolifera  Carrière
- Strelitzia pumila  Planch.
- Strelitzia regalis  Salisb. [Illegitimate]
- Strelitzia reginae  var. crinita W.J.Richards
- Strelitzia reginae  var. farinosa (W.T.Aiton) Baker
- Strelitzia reginae  var. flava Gouas
- Strelitzia reginae f. flava  (Gouas)  Siebert & Voss
- Strelitzia reginae  var. glauca (A.Rich.) Baker
- Strelitzia reginae  var. humilis (Link) Baker
- Strelitzia reginae f. humilis  (Link)  Siebert & Voss
- Strelitzia reginae  var. lemoinieri Miellez ex Planch.
- Strelitzia reginae  var. ovata (W.T.Aiton) Baker
- Strelitzia reginae  subsp. parvifolia (W.T.Aiton) Maire & Weiller
- Strelitzia reginae  subsp. reginae
- Strelitzia reginae  var. rutilans C.Morren
- Strelitzia rutilans  C.Morren
- Strelitzia spathulata  Volut

### Сорта и гибриды

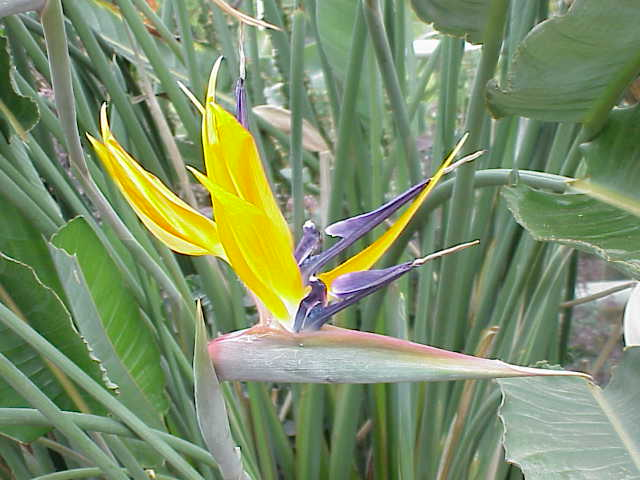
Стрелиция «Манделаз Голд»

Селекция стрелиции королевской активно не ведется, однако в конце 90-х годов прошлого века в ботаническом саду Кирстенбош была запущена программа отбора растений с требуемыми характеристиками. Работа со стрелициями продолжается по настоящее время, в рамках программы были получены несколько гибридов, среди которых
- Манделаз Голд ('Mandela’s Gold'), он же известный ранее как «Кирстенбош Голд» ('Kirstenbosch Gold') — культивар с широкими листьями и светло-желтой окраской прицветников
- карликовый гибрид F3 с оранжевой окраской прицветников
- гибрид F3 с тонкими и более длинными цветоносами, лучше подходящими для срезки
- гибрид с насыщенно-красным цветом прицветников.

Также в литературе встречается упоминание сортов
- «Цитрина» ('Citrina') — старый культивар, по всей видимости, природная форма со светло-желтой окраской. Упоминается в публикациях Королевских ботанических садов Кью, первое цветение было в 1914 году